# Gierschnach
Gierschnach är en kommun och ort i Landkreis Mayen-Koblenz i förbundslandet Rheinland-Pfalz i Tyskland.
Kommunen ingår i kommunalförbundet Verbandsgemeinde Maifeld tillsammans med ytterligare 17 kommuner.